# Rieder Hütte
Die Rieder Hütte ist ein Schutzhaus der Sektion Ried im Innkreis des Österreichischen Alpenvereins im Höllengebirge im oberösterreichischen Salzkammergut. Die Hütte befindet sich im östlichen Teil des Gebirges in der Nähe des Feuerkogels. Der Hausberg der Rieder Hütte ist die höchste Erhebung des Höllengebirges, der 1862 m hohe Große Höllkogel. Im Sommer wie im Winter ist die Hütte ein gern besuchtes Ziel der Bergwanderer, Skitouren- und Schneeschuhgeher.

## Geschichtliches
Die Rieder Hütte wurde von der Sektion Ried im Innkreis des DuOeAV errichtet und am 1. Dezember 1930 eröffnet. Anfänglich war die Hütte eine Bürobaracke, welche nach dem Bau der Feuerkogelseilbahn nicht mehr benötigt wurde. 1945 diente die Hütte einer Gruppe Widerstandskämpfern rund um Albrecht Gaiswinkler, die Goebbels töten sollten als Unterschlupf, nachdem sie mit dem Fallschirm über dem Feuerkogel abgesprungen sind. 1973 fiel die Hütte einem Brand zum Opfer. In den Folgejahren wurde sie wieder errichtet und im Sommer 1977 neu eröffnet.

### Der Vermissten-Fall Georg Koppelstätter
Am zweiten Weihnachtsfeiertag 1943 war die Rieder Hütte Ausgangspunkt eines tragischen Ausflugs, bei dem der 17-jährige Georg Koppelstätter aus St. Martin im Innkreis verschwand. Koppelstätter, Sohn von Bäckerei-Besitzern, hatte sich mit sieben Freunden zur Hütte begeben, um seinen Geburtstag zu feiern. Nach der Ankunft kehrte er allein zur Bergstation der Feuerkogel-Seilbahn zurück, um seine vergessene Ziehharmonika zu holen, kam dort jedoch nie an.
Koppelstätters Verschwinden blieb 75 Jahre lang ungeklärt und galt als einer der ältesten Vermisstenfälle Österreichs. Seine Eltern initiierten zahlreiche Suchaktionen im Höllengebirge und schalteten weltweit Zeitungsinserate in der Hoffnung, Nachrichten von ihrem Sohn zu erhalten.
Im Jahr 2016 wurden menschliche Überreste in der Doline „Große Quetsche“ im Höllengebirge, in der Nähe der Rieder Hütte entdeckt. Diese konnten 2018 geborgen und als die sterblichen Überreste von Georg Koppelstätter identifiziert werden.
Anfang Oktober 2018 wurde Georg im Grab seiner Eltern beigesetzt. Sein Vater war 1951 verstorben, seine Mutter 1984.

## Aufstieg
- Von Langwies oder Steinkogl aus dem Trauntal (ca. 440 m) über die Vordere Spitzalm (4,5 Stunden)
- Von der Bergstation der Feuerkogelseilbahn (1560 m) (2 Stunden)

## Bekannte Wanderziele in der Umgebung des Hauses
- Großer Höllkogel (1862 m) in rund 30 Minuten
- Kleiner Höllkogel (1788 m) in rund 15 Minuten
- Alberfeldkogel (1707 m) in rund 1,5 Stunden
- Eiblgupf (1813 m) in rund 50 Minuten

## Übergänge
- über den Grünalmkogel und den Pfaffengraben zum Hochleckenhaus in rund 5 Stunden
- zu den Feuerkogel-Hütten und zum Feuerkogel in rund 2 Stunden